# Kovacs-Gletscher
Der Kovacs-Gletscher ist ein Gletscher im westantarktischen Queen Elizabeth Land. In der Forrestal Range der Pensacola Mountains fließt er an der südöstlichen Seite des Lexington Table in ostnordöstlicher Richtung zum Support-Force-Gletscher.
Das Advisory Committee on Antarctic Names benannte ihn 1979 nach Austin Kovacs, von 1973 bis 1974 Leiter der Mannschaft des Cold Regions Research and Engineering Laboratory (CRREL) zur Erkundung dieses Gebiets und der Region um den McMurdo-Sund.